# Jane Horrocks
Barbara Jane Horrocks (nascuda el 18 de gener de 1964) és una actriu britànica. Va interpretar els papers de Bubble i Katy Grin a la sitcom de la BBC Absolutely Fabulous. Va ser nominada al Premi Olivier a la millor actriu de 1993 pel paper principal a l'obra teatral The Rise and Fall of Little Voice, i va rebre nominacions al Globus d'Or i BAFTA nominacions pel paper a la versió cinematogràfica de Little Voice.

## Primers anys
Horrocks va néixer a Rawtenstall, Lancashire, filla de Barbara (née Ashworth), treballadora de l'hospital, i John Horrocks, representant de vendes. Era la petita de tres fills.
Va assistir a l'escola primària del comtat de Balladen (escola secundària del comtat de Fearns). Es va formar a l'Oldham College i a la Royal Academy of Dramatic Art amb Imogen Stubbs i Ralph Fiennes, i va començar la seva carrera amb la Royal Shakespeare Company.

## Carrera

### Escenari
Horrocks ha aparegut a l'escenari a Ask for the Moon (Hampstead, 1986), A Collier's Friday Night (Greenwich, 1987), Valued Friends (Hampstead, 1989) i The Debutante Ball (Hampstead, 1989). Va aparèixer a The Fifteen Streets de Catherine Cookson, al costat de Sean Bean i Owen Teale el 1989; Our Own Kind (Bush, 1991); Deadly Advice (Fletcher, 1993); Cabaret (Donmar Warehouse 1994); Macbeth (Greenwich Theatre, 1995); i Absurd Person Singular (Garrick Theatre, 2007).
Mentre treballava a Road, una obra dirigida per Jim Cartwright, Horrocks es va preparar fent impressions cantant peces de Judy Garland, Shirley Bassey i Ethel Merman. Cartwright va quedar tan impressionat amb el seu mimetisme que va escriure The Rise and Fall of Little Voice per a ella. Va ser nominada al Premi Laurence Olivier a la millor actriu per la seva actuació a la producció del West End de 1992, dirigida per Sam Mendes.
La seva última aparició al West End va ser a Sweet Panic, el drama de Stephen Poliakoff del 2003 en què va retratar una mare neuròtica tancada en una batalla de voluntats amb el psicòleg del seu fill pertorbat. Va protagonitzar Richard Jones, aclamada per la crítica, La bona persona de Sezuan al Young Vic el 2008. Es va reunir amb Jones en una nova producció musical de Annie Get Your Gun, que es va estrenar al Young Vic l'octubre de 2009. Al Young Vic de Londres el 2016 If You Kiss Me, Kiss Me, Horrocks va tornar a interpretar cançons de la seva joventut cantant versions de temes de Joy Division, The Smiths, Buzzcocks i The Human League.
A l'octubre de 2014, Horrocks va interpretar Ella Khan al revival londinenc de East Is East als Trafalgar Studios com a part de la temporada de Trafalgar Transformed de Jamie Lloyd.

### Pantalla
Va cridar l'atenció de la crítica per la seva actuació a la pel·lícula Life Is Sweet (1990), seguida de la seva premiada actuació al West End The Rise and Fall of Little Voice en la qual cantava totes les cançons. Horrocks es va fer coneguda a la pantalla pel seu paper de Bubble i Katy Grin a la sitcom Absolutely Fabulous (1992–2016).
Va repetir el seu paper escènic a l'adaptació de pantalla de 1998, Little Voice, que va obtenir nominacions al Globus d'Or a la millor actriu musical o còmica, el BAFTA a la millor actriu, el Premi Satellite a la millor actriu dramàtica, el Premi del Sindicat d'Actors de Cinema a la millor actriu protagonista, i els Premis British Independent Film a la millor actriu 
Durant 10 anys, Horrocks va aparèixer amb Prunella Scales en anuncis publicitaris de la cadena de supermercats del Regne Unit Tesco. Va narrar la sèrie de televisió de BBC Two The Speaker l'abril de 2009.
El 2009, Horrocks va prendre el protagonisme de la producció de televisió de la BBC Gracie!, un drama que retrata la vida de Gracie Fields durant la Segona Guerra Mundial i la seva relació amb el director d'origen italià Monty Banks (interpretat per Tom Hollander).
Altres crèdits televisius inclouen Absolutely Fabulous, Victoria Wood - We'd Quite Like to Apologise, Bad Girl, Boon, Heartland, Hunting Venus, La Nonna, Leaving Home, Never Mind the Horrocks, Nightlife, Wyrd Sisters, Foxbusters, Jericho, Red Dwarf, Some Kind of Life, Suffer the Little Children, The Storyteller, The Garden, Fifi & the Flowertots, Little Princess (la veu de la princesa) i Welcome to the Times.
Va ser objecte d'un episodi de la sèrie de genealogia Who Do You Think You Are? el 2006. Aquell any, va interpretar el paper principal a The Amazing Mrs Pritchard, un drama sobre una dona elegida primera ministra.
El dimarts 14 de gener de 2014, Horrocks va aparèixer com a concursant a The Great Sport Relief Bake Off la versió de la BBC Two per celebritats de The Great British Bake Off presentat per Jo Brand i emès per ajudar a recaptar diners per a l'organització benèfica Sport Relief. Els altres concursants eren la presentadora de televisió i ràdio Kirsty Young, el coreògraf Jason Gardiner i l'atleta olímpic Greg Rutherford.
El 9 de maig de 2015, va fer una lectura a VE Day 70: A Party to Remember a Horse Guards Parade, Londres, que es va retransmetre en directe per BBC1.
El 2015, va proporcionar la veu del Tubby Phone en el reinici de la popular sèrie de televisió infantil britànica Teletubbies. El 2021, va començar a protagonitzar la sèrie de comèdia de Sky Bloods.

### Àudio
Les veus en off d'Horrocks s'han utilitzat a les pel·lícules Chicken Run, Christmas Carol: The Movie, Corpse Bride, Garfield: A Tail of Two Kitties i Tinker Bell. També va fer la veu en off de Fenchurch a la ràdio i en l'adaptació d'àudio de la sèrie de ciència-ficció de Douglas Adams The Hitchhiker's Guide to the Galaxy per a BBC Radio 4. Ha donat la veu a Donner a les tres pel·lícules de Robbie the Reindeer en ajuda de Comic Relief.
L'any 2000, Horrocks va fer el CD Further Adventures of Little Voice. L'enregistrament inclou duets amb Ewan McGregor, Robbie Williams i Dean Martin. Horrocks va col·laborar una vegada més amb Robbie Williams l'any següent, per a una versió de la cançó de Bobby Darin "Things" a l'àlbum de Williams Swing When You're Winning.

## Vida personal
Horrocks té dos fills amb la seva antiga parella, el dramaturg Nick Vivian, de qui es va separar després de 21 anys, el 2017. Actualment viu sola després de separar-se de l'actor Danny Webb el 2021, la seva casa és ara un apartament d'estil regència a Brighton, amb vistes al Canal de la Mànega. Abans va mantenir relacions amb el director Sam Mendes i el cantant i actor Ian Dury sobre els quals, va idear el drama de 2022, Love Pants: Ian Dury & Jane Horrocks per a BBC Radio 4, basat en entrades del seu propi diari i les seves cartes d'amor durant la seva relació d'un any a la dècada de 1980, quan ella tenia 23 anys; els dos van romandre amics fins a la seva mort l'any 2000.

## Filmografia

### Cinema
| Any  | Títol                             | Paper                              | Dirigit per                  |
| ---- | --------------------------------- | ---------------------------------- | ---------------------------- |
| 1988 | The Dressmaker                    | Rita                               | Jim O'Brien                  |
| 1989 | Getting It Right                  | Jenny                              | Randal Kleiser               |
| 1989 | The Wolves of Willoughby Chase    | Pattern                            | Stuart Orme                  |
| 1990 | La maledicció de les bruixes      | Miss Susan Irvine                  | Nicolas Roeg                 |
| 1990 | Memphis Belle                     | Faith                              | Michael Caton-Jones          |
| 1990 | Life Is Sweet                     | Nicola                             | Mike Leigh                   |
| 1993 | Second Best                       | Debbie                             | Chris Menges                 |
| 1994 | Deadly Advice                     | Jodie Greenwood                    | Mandie Fletcher              |
| 1997 | Bring Me the Head of Mavis Davis  | Mavis Davis / Marla Dorland        | John Henderson               |
| 1998 | Little Voice                      | LV                                 | Mark Herman                  |
| 1999 | Faeries                           | Huccaby (veu)                      | Gary Hurst                   |
| 1999 | Hooves of Fire                    | Donner (veu)                       |                              |
| 2000 | Chicken Run: Evasió a la granja   | Babs (veu)                         | Peter Lord & Nick Park       |
| 2000 | Born Romantic                     | Mo                                 | David Kane                   |
| 2000 | Lion of Oz                        | Wimsik (veu)                       | Tim Deacon                   |
| 2001 | Christmas Carol: The Movie        | Ghost of Christmas Past (veu)      | Jimmy T. Murakami            |
| 2002 | Legend of the Lost Tribe          | Donner (veu)                       |                              |
| 2005 | La núvia cadàver                  | The Black Widow / Mrs. Plum (veu)  | Tim Burton                   |
| 2005 | Brothers of the Head              | Roberta Howe                       | Keith Fulton & Louis Pepe    |
| 2006 | Garfield: A Tail of Two Kitties   | Meenie (veu)                       | Tim Hill                     |
| 2007 | Close Encounters of the Herd Kind | Donner (veu)                       |                              |
| 2008 | Tinker Bell                       | Fairy Mary (veu)                   | Bradley Raymond              |
| 2009 | Tinker Bell and the Lost Treasure | Fairy Mary (vru)                   | Klay Hall                    |
| 2010 | No One Gets Off in This Town      |                                    |                              |
| 2011 | Arthur Christmas                  | Lead Elf (veu)                     | Sarah Smith                  |
| 2012 | Secret of the Wings               | Fairy Mary (veu)                   | Bobs Gannaway & Peggy Holmes |
| 2013 | Sunshine on Leith                 | Jean                               | Dexter Fletcher              |
| 2014 | The Pirate Fairy                  | Fairy Mary                         | Peggy Holmes                 |
| 2016 | Absolutely Fabulous: The Movie    | Bubble/Shirley Bassey impersonator | Mandie Fletcher              |
| 2018 | Swimming with Men                 | Heather                            | Oliver Parker                |
| 2023 | Chicken Run: Dawn of the Nugget   | Babs (veu)                         | Sam Fell                     |

### Sèries de televisió
| Any             | Títol                          | Paper                                                      | Notes                                                                          |
| --------------- | ------------------------------ | ---------------------------------------------------------- | ------------------------------------------------------------------------------ |
| 1987            | First Sight                    | Natalie                                                    | Episodi: "Leaving Home" (1.3)                                                  |
| 1987            | Screenplay                     | Louise                                                     | Episodi: "The Road" (2.13)                                                     |
| 1988            | The Storyteller                | Anja                                                       | Episodi: "The True Bride" (1.9)                                                |
| 1988            | The Ruth Rendell Mysteries     | Pippa Bond                                                 | Episodi: "No Crying He Makes" (2.7)                                            |
| 1989            | The Jim Henson Hour            | Anja                                                       | Episodi: "Musicians" (1.8)                                                     |
| 1989            | Victoria Wood                  | Cathy Warburton                                            | Episodi: "We'd Quite Like to Apologise" (1.4)                                  |
| 1989            | Smith & Jones                  |                                                            | Episodi: "The Unprepared Version" (5.6)                                        |
| 1990            | Boon                           | Trisha Downey                                              | Episodi: "Best Left Buried" (5.11)                                             |
| 1991            | Screen One                     | Gail                                                       | Episodi: "Alive and Kicking" (3.7)                                             |
| 1991            | Performance                    |                                                            | Episodi: "Nona" (1.2)                                                          |
| 1992–2012       | Absolutely Fabulous            | Bubble (també interpreta Katy Grin, Lola i veu a la ràdio) | 33 episodis                                                                    |
| 1992            | Red Dwarf                      | Nirvanah Crane                                             | Episodi: "Holoship" (5.1)                                                      |
| 1992            | Screenplay                     | Maggie Hunt                                                | Episodi: "Bad Girl" (7.3)                                                      |
| 1992            | Performance                    |                                                            | Episodi: "Roots" (2.3)                                                         |
| 1995            | Performance                    | Doll Tearsheet                                             | Episodi: "Henry IV" (5.5)                                                      |
| 1996            | Tales from the Crypt           | Cammy                                                      | Episodi: "Cold War" (7.6)                                                      |
| 1996            | Never Mind the Horrocks        | Diversos papers                                            |                                                                                |
| 1997            | Wyrd Sisters                   | Magrat Garlick (veu)                                       | Minisèrie                                                                      |
| 1997            | The Blobs                      | Diversos (veu)                                             | 26 Episodis (tots els episodis)                                                |
| 1995–1998       | Crapston Villas                | Flossie                                                    | 20 episodis (tots els episodis)                                                |
| 1997-1999       | The Forgotten Toys             | Diversos papers (veu)                                      |                                                                                |
| 1999            | Foxbusters                     | Jeffries (veu)                                             | 26 Episodis (tots els episodis)                                                |
| 1999–2000       | Watership Down                 | Hannah                                                     | 14 episodis                                                                    |
| 2000            | Mirrorball                     | Yitta Hilberstam                                           | Pilot de televisió                                                             |
| 2000            | Spot the Dog                   | Narrator                                                   | 26 Episodis es van tornar a narrar sobre els originals fets per Paul Nicholas. |
| 2001            | Little Big Mouth               | Krystan (veu)                                              |                                                                                |
| 2002            | Linda Green                    | Teresa Franklin                                            | Episodi: "Teresa" (2.2)                                                        |
| 2003–2004       | Wide-Eye                       | Flea (veu) Baby Komodo (veu) Natterjack Toads (veus)       | 26 episodis (tots els episodis)                                                |
| 2004            | Monkey Trousers                | Diversos papers                                            |                                                                                |
| 2005            | Jericho                        | Sadie Swettenham                                           | Episodi: "To Murder and Create" (1.3)                                          |
| 2006            | The Street                     | Angela Quinn                                               | Episodis: "The Accident" (1.1) "Stan" (1.2)                                    |
| 2005–2010       | Fifi and the Flowertots        | Fifi Forget-Me-Not i Primrose (veus UK/US)                 | 40 episodis                                                                    |
| 2006            | The Amazing Mrs Pritchard      | Ros Pritchard                                              | 6 episodis (tots els episodis)                                                 |
| 2006–present    | Little Princess                | Little Princess (veu)                                      |                                                                                |
| 2011            | Coming Up                      | Felicity                                                   | Episodi: "Magic" (6.5)                                                         |
| 2011            | Phineas and Ferb               | Eliza (veu)                                                | Episodi: "My Fair Goalie" (3.11)                                               |
| 2011            | This is Jinsy                  | Mrs. Stenton                                               | Episodi: "Vel" (1.6)                                                           |
| 2011            | Little Crackers                | Perruquera                                                 | Episodi: "Jane Horrocks' Little Cracker: Barbara" (2.3)                        |
| 2011            | Pixie Hollow Games             | Fairy Mary (veu)                                           | Especial de televisió                                                          |
| 2012            | Get Your House in Order        | Narrador (veu)                                             | Episodi: "Stuart" (1.3)                                                        |
| 2012            | True Love                      | Sandra                                                     | Episodi: "Sandra" (1.4)                                                        |
| 2011–2013, 2015 | Trollied                       | Julie Cook                                                 | 37 episodis                                                                    |
| 2014            | Lily's Driftwood Bay           | Wee Rabbit                                                 |                                                                                |
| 2015            | Inside No. 9                   | Liz                                                        | "Cold Comfort" (2.4)                                                           |
| 2015–2018       | Teletubbies                    | Tubby Phone (veu)                                          |                                                                                |
| 2015            | Long Live the Royals           | Reina Elenor (veu)                                         | Només versió britànica                                                         |
| 2019-present    | The Rubbish World of Dave Spud | Gran Spud (veu)                                            | Excepte "Two Toots Spud", "An Honest Face" i "Night School"                    |
| 2020            | The Singapore Grip             | Sylvia Blackett                                            | sèrie de televisió                                                             |
| 2021            | Hugo the Jungle Animal         | Baby Hugo                                                  | Episodi: "Baby Hugo"                                                           |
| 2021–present    | Bloods                         | Wendy                                                      | Paper principal                                                                |

### Telefilms
| Any  | Títol                                   | Paper             | Notes |
| ---- | --------------------------------------- | ----------------- | ----- |
| 1989 | The Fifteen Streets                     | Christine Bracken |       |
| 1989 | Heartland                               | Pam               |       |
| 1991 | Came Out, It Rained, Went Back in Again | Aprenent lesbiana |       |
| 1993 | Cabaret                                 | Sally Bowles      |       |
| 1994 | Self Catering                           | Marilyn           |       |
| 1994 | Suffer the Little Children              | Deborah Hayes     |       |
| 1995 | Some Kind of Life                       | Alison            |       |
| 1996 | Nightlife                               | Helen             |       |
| 1999 | Hunting Venus                           | Cassandra         |       |
| 1999 | The Flint Street Nativity               | Zoe               |       |
| 2009 | Gracie!                                 | Gracie Fields     |       |
| 2010 | The Road to Coronation Street           | Margaret Morris   |       |

## Premis i nominacions
- Premis BAFTA (1999): Nominació a la millor interpretació d'una actriu en un paper protagonista per Little Voice (1998)
- British Independent Film Awards (1999): Nominació a la millor actriu per Little Voice (1998)
- Premis de l'Associació de Crítics de Cinema de Chicago (1999): Nominació a la millor actriu per Little Voice (1998)
- Globus d'Or (1999): Nominació a la millor actriu en una pel·lícula -comèdia/musical, per Little Voice (1998)
- Los Angeles Film Critics Association Awards (1991): va guanyar el premi a la millor actriu secundària per Life Is Sweet (1991)
- National Society of Film Critics Awards (1992): va guanyar el premi a la millor actriu secundària per Life Is Sweet
- Premis Satellite (1999): Nominació a la millor actriu en una pel·lícula - Comèdia o musical per Little Voice (1998)
- Premis del Sindicat d'Actors de Cinema (1999): Nominació a la millor interpretació d'un repartiment, per Little Voice (1998), compartit amb Annette Badland, Brenda Blethyn, Jim Broadbent, Michael Caine, Philip Jackson i Ewan McGregor
- Premis del Sindicat d'Actors de Cinema (1999): Nominació a la millor interpretació d'una actriu en un paper protagonista per Little Voice (1998)
- XXVII Festival Internacional de Cinema Fantàstic de Sitges (1994): Premi a la millor actriu per Deadly Advice[16]